# Butot-Vénesville
Butot-Vénesville ist eine französische Gemeinde mit 237 Einwohnern (Stand 1. Januar 2022) im Département Seine-Maritime in der Region Normandie. Sie gehört zum Arrondissement Dieppe und zum Kanton Saint-Valery-en-Caux.

## Geographie
Butot-Vénesville liegt etwa 48 Kilometer südwestlich von Dieppe im Pays de Caux.

## Bevölkerungsentwicklung
| Jahr      | 1962 | 1968 | 1975 | 1982 | 1990 | 1999 | 2007 | 2015 |
| Einwohner | 142  | 117  | 168  | 197  | 234  | 272  | 272  | 248  |

## Sehenswürdigkeiten
- Kirche Notre-Dame aus dem 16. Jahrhundert
- Kirche Saint-Amand und Saint-Mathurin aus dem 16. Jahrhundert

## Persönlichkeiten
- Jean-Pierre Jeunet (* 1953), Regisseur
- Philippe Decouflé (* 1961), Tänzer und Choreograf